# Hagnéville-et-Roncourt
Hagnéville-et-Roncourt település Franciaországban, Vosges megyében. Lakosainak száma 81 fő (2022. január 1.). Hagnéville-et-Roncourt Malaincourt, Morville, Ollainville, Sandaucourt, Aulnois, Beaufremont és Bulgnéville községekkel határos.

## Népesség
A település népességének változása:
| Lakosok száma | 89   | 88   | 87   | 87   | 86   | 86   | 85   | 81   |
|               | 2013 | 2015 | 2017 | 2018 | 2019 | 2020 | 2021 | 2022 |